# Tonacatecuhtli
În mitologia aztecă, Tonacatecuhtli („domnul susținerii”) a fost un zeu al fertilității, care era venerat ca fiind puterea (tecuhtli) care încălzește pământul și a făcut-o fructuoasă. El a organizat lumea împărțind-o în pământ și apă, la crearea lumii. Ometecuhtli și Omecihuatl au fost creatorii vieții, dar el i-a creat pe ei și planeta.